# Ambre de la Baltique
L'ambre de la Baltique, ou succinite, est une résine végétale fossilisée produite par des conifères de l'époque de l'Éocène, plus précisément, après datation radiométrique par la méthode potassium-argon, durant le Lutétien, il y a environ 44 Ma (millions d'années).
Cet ambre est appelé succinite en raison de sa teneur importante en acide succinique (entre 3 et 8 %). Il est le plus utilisé pour la fabrication de bijoux. Ses couleurs vont du jaune au noir en passant par le rouge, le bleu, le blanc. Les rivages de la mer Baltique renferment les gisements d'ambre les plus vastes et les plus connus.

## Origine

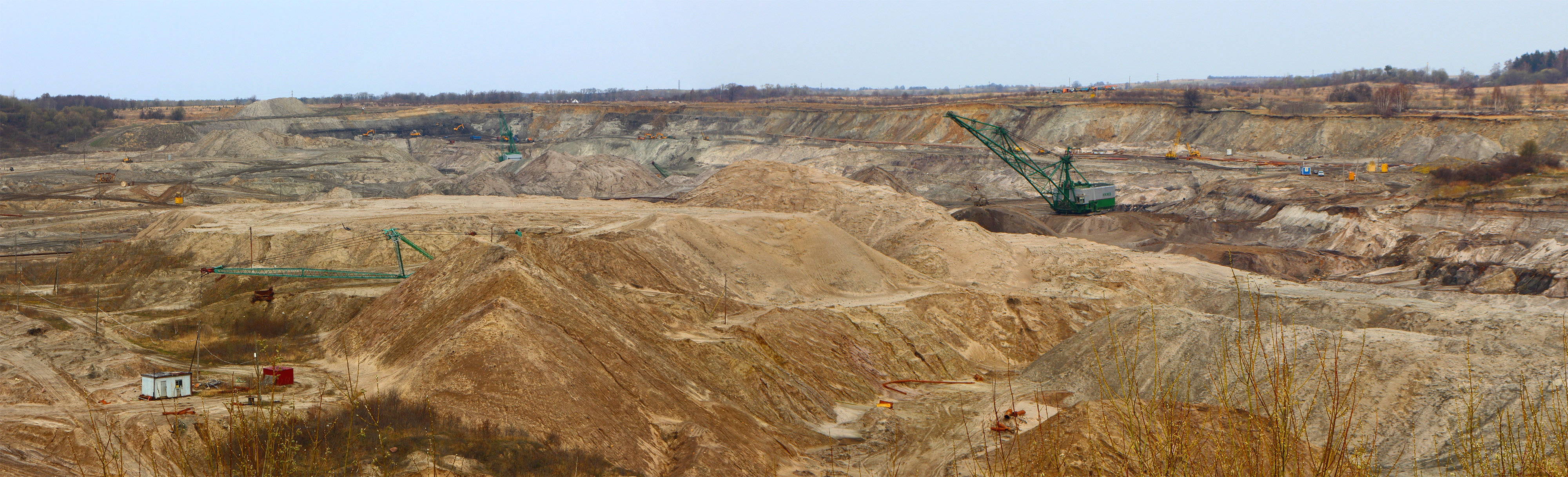
Mine d'ambre de la Baltique en 2014 (Iantarny, Kaliningrad).

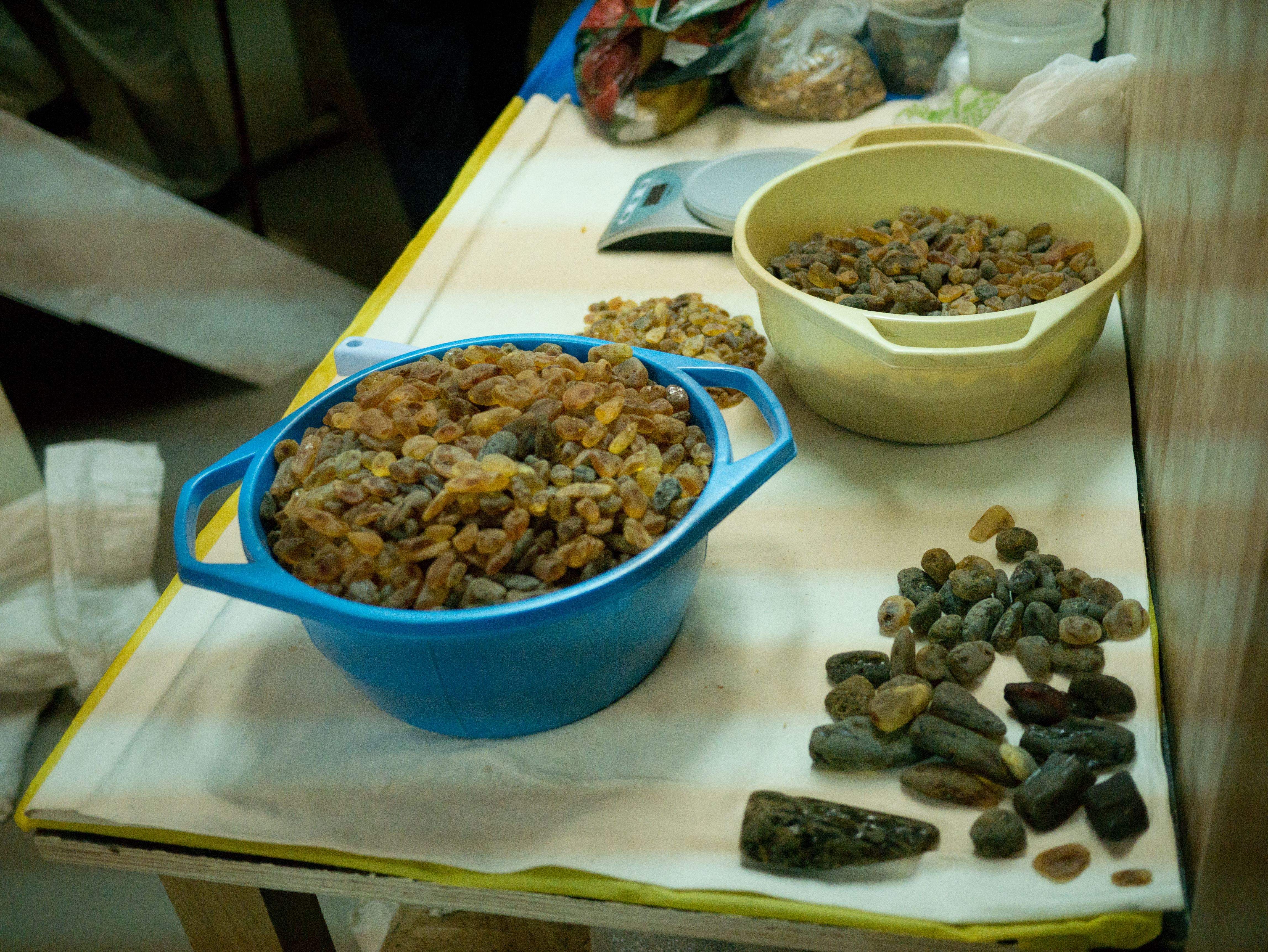
Ambre de la Baltique brut avant façonnage (Iantarny, Kaliningrad).

L'ambre de la Baltique provient presque exclusivement de l'exclave russe de Kaliningrad, et plus particulièrement de la mine d'Iantarny, qui fournit à elle seule, 90 % de la production mondiale. Des années 1950 à la chute de l'URSS, son extraction représente jusqu'à 80 % des ressources financières de la région. Depuis, le site périclite et se retrouve aux mains d'un conglomérat monopolistique au fonctionnement opaque ; la matière première n'est que très peu transformée localement mais exportée en Pologne, et en Lituanie notamment à Vilnius dans le Musée-galerie de l'Ambre. En 2007, la production officielle est de 280 tonnes, une quantité apparemment exagérée. 
Des objets en ambre de la Baltique ont été découverts dans la chambre funéraire du pharaon Toutânkhamon, qui date de -1350 ; les Égyptiens de l'Antiquité et les Mycéniens importaient cette résine en empruntant la route de l'ambre.
L'auteur romain Tacite mentionne dans La Germanie que l'ambre est issue de la sève d'un arbre, déduction faite à partir des insectes englués que l'on trouve parfois à l'intérieur. On pensait depuis les années 1850 que cet ambre était le résultat d'une fossilisation de la résine de Pinus succinifera, mais des recherches dans les années 1980 ont abouti à la conclusion que plusieurs espèces étaient concernées. Plus récemment, des études de l'ambre et de la résine d'arbres actuels par spectroscopie infrarouge à transformée de Fourier ont laissé penser que des conifères de la famille des Sciadopityaceae en étaient responsables. Le seul représentant actuel de cette famille est le pin parasol japonais Sciadopitys verticillata.
Une étude en 2009 a estimé la production d'ambre de ces forêts de conifères à plus de 100 000 tonnes.

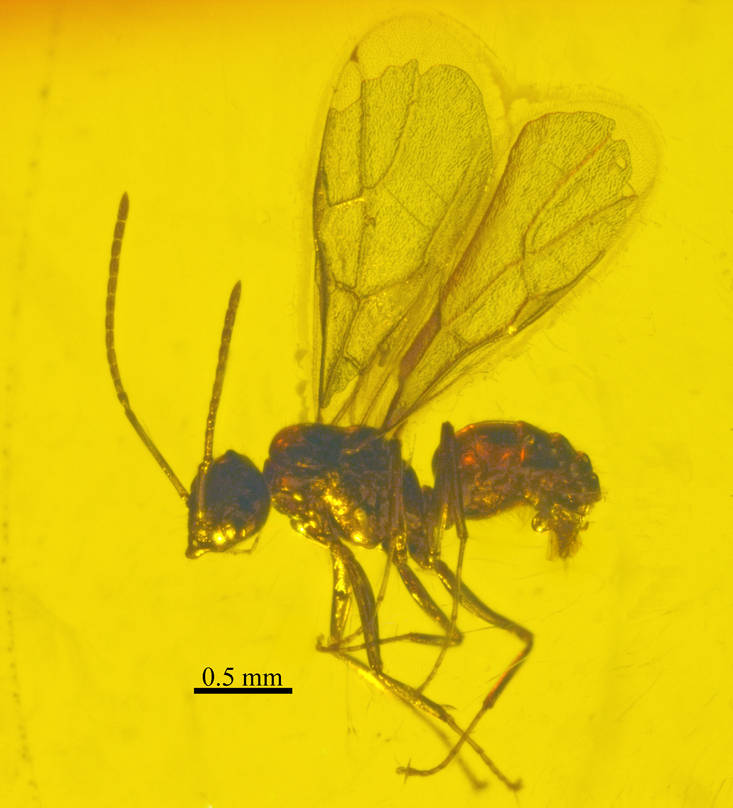
Inclusion de Nylanderia pygmaea dans de l'ambre de la Baltique, Éocène moyen.

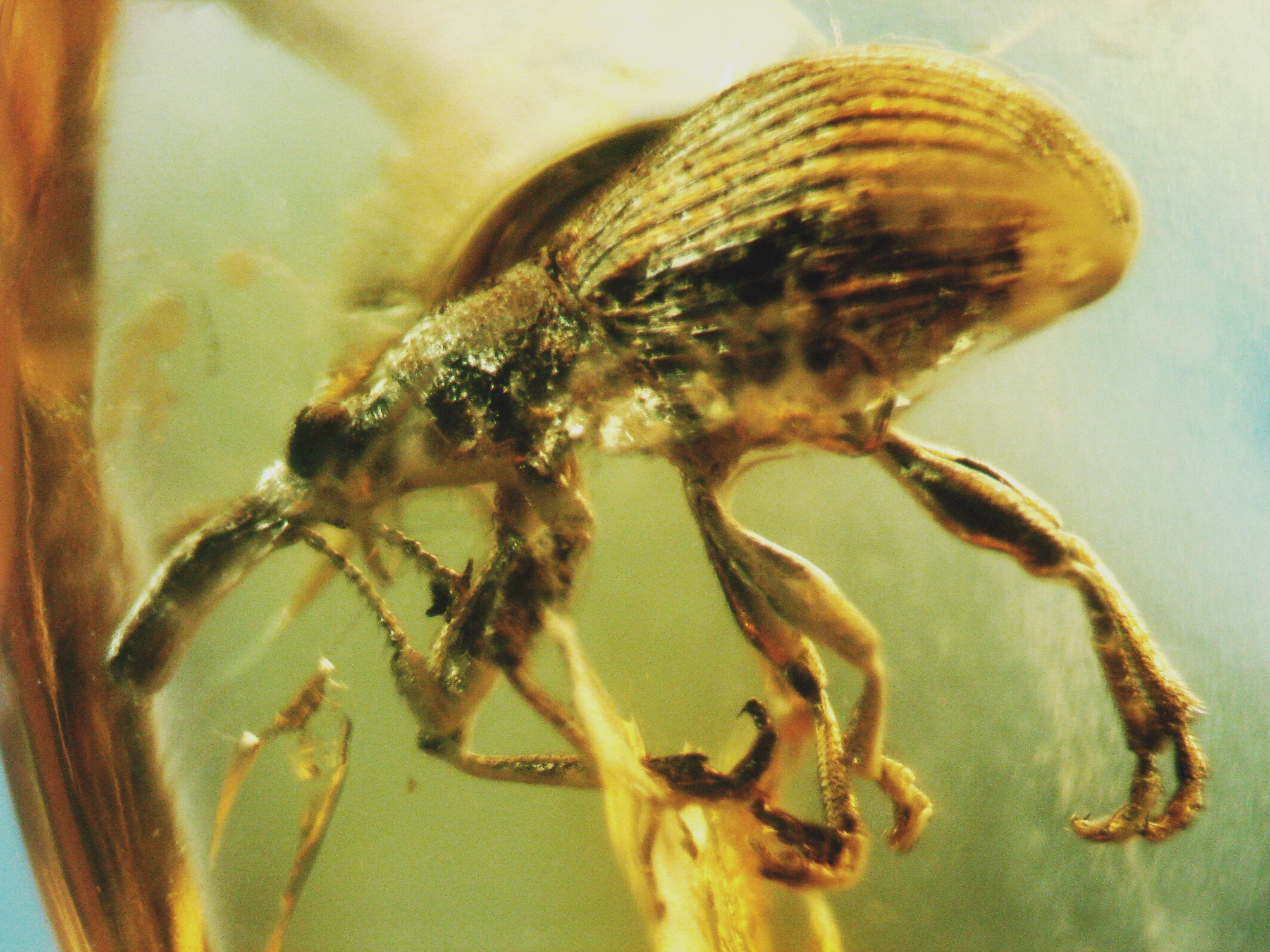
Fossile d'un coléoptère de la famille des Brentidae.

Les Polonais ramènent de leurs rivages et de la mer Baltique, de l'ambre, dit « or de la Baltique » (en polonais « bałtyckie złoto »), selon une technique particulière au filet, ou par pompage dans le sol,,.

## Paléobiologie

### Faune fossile
De nombreux animaux conservés dans l'ambre de la Baltique ont été décrits. Les insectes constituent plus de 98 % de ces animaux, tandis que les autres arthropodes, annélides, mollusques, nématodes, protozoaires en représentent environ 0,5 %. Les vertébrés en composent également 0,5 % sous forme principalement de fragments de fourrures de mammifères, de plumes et de restes de reptiles dont des mues :
- Agroecomyrmex Wheeler, 1910[14] ;
- Anonychomyrma constricta (Mayr, 1868)[15] ;
- Anonychomyrma geinitzi (Mayr, 1868)[15] ;
- Anonychomyrma samlandica (Wheeler, 1915)[15] ;
- Arostropsis groehni Yunakov, 2011[16] ;
- Aspidopleura Gibson, 2009[17] ;
- Baltimartyria Skalski, 1995 ;
- Brevivulva Gibson, 2009[17] ;
- Electrinocellia (Carpenter) Engel, 1995[18] ;
- Epiborkhausenites Skalski, 1973[19] ;
- Gracillariites Kozlov, 1987 ;
- Electrocrania Kuznezov, 1941 ;
- Fibla carpenteri Engel, 1995[18] ;
- Metapelma archetypon Gibson, 2009[17] ;
- Micropterix gertraudae Kurz & Kurz, 2010 ;
- Neanaperiallus Gibson, 2009[17] ;
- Palaeomyopinae Camras, 1994
- Palaeovespa baltica Cockerell, 1909[20] ;
- Palaeovespa socialis Pionar, 2005[21] ;
- Prolyonetia Kusnetzov, 1941 ;
- Propupa Stworzewicz & Pokryszko, 2006[22] ;
- Stigmellites baltica (Kozlov, 1988) (larve mineuse des feuilles) ;
- Succinipatopsis Poinar, 2000[23] ;
- Yantaromyrmex constricta (Mayr, 1868)[24] ;
- Yantaromyrmex geinitzi (Mayr, 1868)[24] ;
- Yantaromyrmex samlandica (Wheeler, 1915)[24].

### Flore fossile
- Notoscyphus balticus[25]
- Rhizomnium dentatum[26]

## Publication
- (en) Hanna Czeczott, « The flora of the Baltic amber and its age. First part » [« La flore de l'ambre de la Baltique et son âge. Première partie »], Prace Muzeum Ziemi, no 4,‎ 1961, p. 119–145